# Västsaharas riksvapen
Västsaharas riksvapen skapades av Polisario, rörelsen för ett Västsahara självständigt från Marocko. Västsahara utropades den 27 februari 1976. Vapnet föreställer två korsade gevär med Västsaharas flagga hängades från vardera. Ovanför dessa finns en röd halvmåne och stjärna, vilka är symboler för islam. På vardera sidan om gevären finns olivkvistar. Nedanför står Polisarios motto, "frihet, demokrati, enhet", skrivet på hassaniya-arabiska, "حرية ديمقراطية وحدة".